# Abdeljelil Zaouche
Pour les articles homonymes, voir Famille Zaouche.
Abdeljelil Zaouche (arabe : عبد الجليل الزّاوش), né le 15 décembre 1873 à La Marsa et mort le 3 janvier 1947 à Tunis, est un homme politique et homme d'affaires tunisien.

## Jeunesse
Né au palais familial de La Marsa d'une mère italienne, il est issu de la haute bourgeoisie tunisoise arrivée d'Andalousie au XVIIIe siècle via l'Algérie. Son père Tahar et son oncle Hassan occupent de hautes charges sous Ali III Bey : général de la garde du bey et général de brigade chargé de la levée des impôts. Il est le père d'Ahmed et Rachid Zaouche.
Il effectue ses études secondaires au Collège Saint-Charles puis au lycée Louis-le-Grand à Paris où il réussit son baccalauréat. En 1894, il s'inscrit à la faculté de droit de Paris tout en poursuivant des cours à l'École libre des sciences politiques et au Collège de France. Fortement influencé par les interventions de Jean Jaurès, il est aussi l'élève d'Émile Durkheim, Émile Boutroux, Henri Poincaré, Antoine Aulard et Ernest Lavisse. Il se passionne, écrit Charles-André Julien, « pour les problèmes que pose la transformation de l'Orient moderne et de l'influence de la civilisation occidentale ». Licencié en droit, il rentre à Tunis en 1900 où il s'engage dans les affaires publiques.

## Industriel
En association avec les frères Ramella, il fonde en 1901 la minoterie du Belvédère, première industrie tunisienne dont les bureaux sont situés au numéro 24 de l'avenue de France à Tunis. Il est également l'administrateur de la société "Le Gros Tourteau" et fonde des sociétés coopératives dont il est le président : Es-Saâdia et "L'Union Commerciale".
En 1903, il crée la première imprimerie scientifique du monde arabe : Al Matbâa Al Ilmiya. La première imprimerie, fondée le 20 juillet 1860 par Sadok Bey, avait pour seul objectif l'impression du Journal officiel tunisien.

## Réformateur

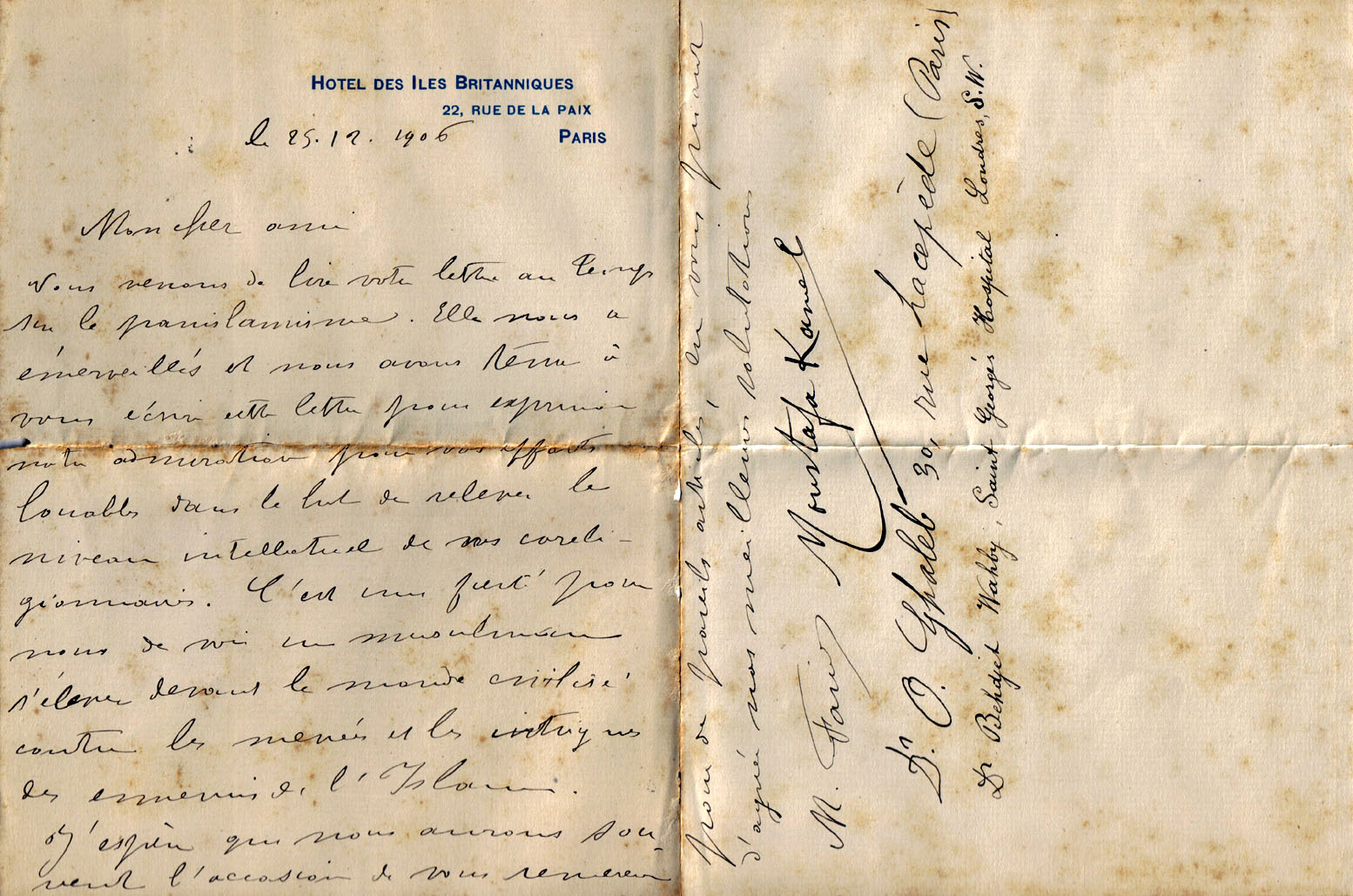
Lettre de Moustapha Kamel Pacha à Zaouche (1906).

Tout en faisant l'apprentissage de l'industrie dans sa minoterie, il s'engage dans la création et la défense du service public tunisien. Il plaide tour à tour les principes républicains, s'engage dans la préservation de l'entité nationale et tente de mettre en place les institutions compétentes, probes et indépendantes d'un état de droit. Fondateur et grande figure du mouvement nationaliste des Jeunes Tunisiens, cofondateur de l'Association des anciens du Collège Sadiki et du Cercle tunisien (1904) — club intellectuel où l'on suit l'actualité et où l'on prépare la défense des intérêts tunisiens —, président de la Khaldounia, il est également actionnaire et membre des conseils d'administration de plusieurs journaux de la place tels La Dépêche tunisienne, Le Progrès, La Poste tunisienne, L'Autonome et, à Paris, du Temps. Zaouche rédige par ailleurs de nombreux articles pour le quotidien socialiste Le Libéral. Il entretient également des liens avec les Jeunes-Turcs, les nationalistes réformateurs égyptiens, comme Mohamed Abduh ou Mustafa Kamil, et syriens ainsi que des intellectuels sympathisants de la cause tunisienne et de la cause panarabe comme Pierre Loti et Charles Géniaux.
Il est membre de La Nouvelle Carthage, loge maçonnique à Tunis relevant du Grand Orient de France, dans laquelle il est initié le 7 octobre 1904.
Tout au long des cinq années de publication du journal Le Tunisien, il milite aux côtes d'Ali Bach Hamba — dont il épousera la cousine germaine Chérifa — ainsi que d'autres Jeunes Tunisiens. Il maintient la pression à coups d'articles indignés sur divers aspects de la politique du protectorat français.
Zaouche est également membre du Conseil supérieur du gouvernement (1911-1912) et de diverses commissions de réforme dont la commission de rénovation des arts indigènes, la commission mixte de réforme du Collège Sadiki, la Conférence consultative tunisienne, etc.

## Réformes économiques et fiscales
Dans le groupe des Jeunes Tunisiens, Zaouche se distingue par la priorité qu'il réserve au secteur économique : agriculture, artisanat et commerce. Il y consacre l'essentiel de ses activités et se mobilise en écrits et en actes sur la formation de l'agent économique : qualification professionnelle, qualité de gestionnaire, créativité et compétitivité pour dépasser l'économie de subsistance.
Zaouche participe en 1908 à la première séance mixte de la Conférence consultative tunisienne et choisit d'être rapporteur et membre de la commission des finances de la section tunisienne de cette assemblée, véritable pouls de toute la vie économique, sociale et donc politique du pays. Son combat est triple et concerne d'abord la suppression de la mejba, l'« impôt du pauvre », puis la réforme des emprunts et des crédits mutualistes et enfin la rénovation de l'impôt de l'achour.

### Suppression de la mejba
La fiscalité, écrit Nazli Hafsia, outre son caractère de recettes budgétaires, est présentée par Zaouche comme l'indicateur essentiel de la condition politique, économique et sociale du pays (catégorie de contribuables, taux, assiette, etc.). Ce dernier dénonce alors la charge pesant sur le travail par rapport au capital car, écrit-il, « les Tunisiens ne sont pas responsables de la mauvaise gestion de leurs dirigeants dont la lourde dette a eu des conséquences désastreuses ». Dès la première séance mixte de la Conférence consultative, il revendique la suppression de la mejba. Il dénonce ce qu'il y a d'anachronique et d'injuste dans cet impôt qui frappe la force de travail et l'affaiblit en la réduisant à la misère. À travers la mejba, qui couvre le sixième des recettes budgétaires, l'agriculture se trouve être la principale source de financement public, allant jusqu'à la rémunération directe de certains agents de l'État : caïds, khalifas et cheikhs, etc. La faiblesse croissante du contribuable agricole rend par ailleurs la mejba de plus en plus insupportable et honnie jusqu'à provoquer de nombreuses révoltes dont « la fameuse révolte de Ben Ghedaham, du nom de son chef principal, révolte dont la répression qui dura plusieurs années acheva de ruiner l'État tunisien ».
La nature et le montant des impôts qu'il propose pour contrebalancer, selon la règle budgétaire classique, la suppression souhaitée de la recette couverte par la mejba fait apparaître le programme progressiste des Jeunes Tunisiens. À l'idée républicaine d'égalité devant la loi et l'impôt, il apporte le complément essentiel qui est d'appliquer l'impôt comme levier de commande pour la croissance économique — définie non seulement en termes de produit national mais également et surtout en revenu national — et de généraliser ses bénéficiaires à tous les membres de la communauté nationale. Dans cette optique, il propose une réforme fiscale qui est en fait un véritable programme économique. L'objectif de ses propositions porte sur l'imposition principale du capital — et donc de l'élément substantiel de la colonisation — et l'allègement de la charge sur le travail. S'il privilégie la force du travail, il voudrait voir également l'impôt servir à consolider la santé publique en frappant les consommations nouvelles apportées par l'occupation étrangère telles que l'alcool et le jeu. Comme « taxes de remplacement » à la mejba, il propose donc la création de taxes nouvelles qui se caractérisent par leur généralisation à toute la population, nationaux et étrangers confondus, une « côte personnelle » dont « il ne saurait être question d'exempter tel ou tel élément de la population tunisienne » car « ce n'est pas une taxe de cinq francs qui pourra ruiner le colon, le commerçant ou le fonctionnaire français. En se soumettant de bonne grâce à cet impôt, les protecteurs donneront gage de leur sympathie aux malheureux fellahs qui pour verser au fisc 26,85 francs représentant pour eux 25 à 30 journées de travail sont trop souvent obligés de se priver, eux et les leurs, du strict nécessaire ».

À côté de la « côte personnelle », il prévoit la création d'une taxe sur le bétail devant frapper l'ensemble du cheptel tunisien. Enfin, il se tourne vers le grand capital colonial en proposant des « droits de sortie sur les produits autres que ceux du sol », c'est-à-dire ceux du sous-sol (mines et phosphates) : 
« Nous ne nous dissimulons point que nous abordons ici la partie de notre tâche de beaucoup la plus délicate. Nous nous attaquons en effet à des intérêts considérables et qui tendent de plus en plus à jouer dans ce pays un rôle prépondérant. Nous n'oublions pas que c'est grâce aux entreprises minières et phosphatières que nous avons vu se créer si rapidement un important réseau de voies ferrées. Mais nous considérons aussi que la Tunisie, qui permet à de nombreux capitalistes de toute nationalité de réaliser dans l'exploitation de ses richesses naturelles des bénéfices parfois considérables, ne peut éternellement demander à ses 3 000 prolétaires l'argent qui lui est nécessaire pour équilibrer son budget. Est-ce bien le misérable khammès, gagnant à peine 150 francs par an qui doit venir en aide au budget de la Tunisie ou bien l'actionnaire qui en quelques mois a vu monter de 500 à 4 000 francs la valeur de ses titres ? Poser la question à des hommes d'intelligence et de cœur, c'est croyons-nous la résoudre. »
Il répond ainsi aux arguments de la section française en défendant le contribuable tunisien, notamment les petits agriculteurs et artisans.

La Conférence consultative présidée par le résident général de France en Tunisie est toutefois dominée par les éléments ultras de la colonie française qui opposera une fin de non recevoir à ce programme, recourant aux procédures dilatoires jusqu'aux arguments les plus racistes, ressentant leur prépondérance et le capital colonial comme remis en question. En 1908, Zaouche confirme dans un nouveau rapport de la conférence : 
« Les relevés de l'État civil en font foi, l'excédent des décès sur les naissances est considérable parmi la population musulmane de Tunis. Soyez certains que la misère est le facteur principal de la mortalité indigène et ne cherchez pas à aggraver par des mesures fiscales une situation déjà si alarmante ! L'impôt de la mejba ne saurait figurer indéfiniment dans le budget d'un État placé sous le protectorat de la France ! Dans la métropole, où tous les impôts de capitation ont été abolis depuis longtemps, où depuis un siècle on fait les plus sérieux efforts pour améliorer les conditions de vie des prolétaires, on discute en ce moment un système d'impôt sur le revenu qui aurait pour effet d'exonérer complètement la petite propriété foncière. »

### Réforme des emprunts et rénovation de l'achour
En 1910, un projet d'emprunt à affecter à l'extension du réseau de chemin de fer est proposé. À l'occasion de cette nouvelle charge du contribuable tunisien, Zaouche renouvelle avec force son attaque contre l'action grandissante du capital français et oppose les besoins de la population, qui appellent satisfaction tant au niveau de sa formation éducative que de son initiation à un outillage moderne, à l'amélioration du rendement de ses activités. Il souligne que cette infrastructure, dont le financement a été supporté par la population tunisienne, ne profite guère à celle-ci quel que soit le secteur d'activité :
« Le petit agriculteur arabe, celui qui, détenant à titre de simple locataire une ou deux méchias, continue à gratter le sol avec sa charrue primitive, n'obtient par suite que des rendements dérisoires et arrive à peine à la fin de l'année à payer le loyer et l'impôt. Celui-là, quand il a mis de côté la quantité de grains nécessaires à la subsistance de sa famille, n'a pas besoin de prendre le chemin de fer pour porter au marché le plus proche le peu de céréales qui lui reste. Son âne ou son chameau lui suffisent amplement. Encore évitera-t-il la route car la piste est plus douce et surtout moins encombrée. »

Donc, si emprunt nouveau il doit y avoir, il demande qu'une partie en soit affectée au bénéfice direct de la population tunisienne dont la majeure partie souffre de l'analphabétisme et d'un manque d'épargne : 
« Nous voulons bien que l'on continue à construire des routes et des chemins de fer mais nous estimons qu'il ne faut pas que cette œuvre à laquelle on a déjà consacré la plus grosse partie des excédents budgétaires absorbe aussi tout le crédit dont peut disposer la Régence ! Il est certes non moins urgent de donner aux Tunisiens des écoles où leurs enfants apprendront à utiliser l'outillage dont on a doté leur pays. Or, sur les 150 000 enfants d'âge scolaire que doit compter la Tunisie, il en est moins de 7 000 qui reçoivent une instruction primaire rationnelle et, d'ici longtemps, on n'arrivera pas, sur les ressources normales du budget, à construire assez d'écoles pour la dixième partie seulement des 143 000 autres. »

Parallèlement, il appelle à favoriser l'accession au crédit du petit agriculteur tunisien « pour améliorer son modeste cheptel, acheter une charrue moderne et des bêtes solides » et « acquérir des notions de culture perfectionnées ». Il demande en conséquence que dix millions de francs de l'emprunt soient réservés « à la création d'écoles franco-arabes », à « la dotation de banques agricoles pour les petits agriculteurs » et conclut : 
« « Création d'écoles franco-arabes [et] organisation du crédit agricole pour faciliter la constitution de la petite propriété indigène sont, aux yeux de nos compatriotes, des questions qui priment sensiblement celle de l'extension plus au moins rapide des lignes de chemin de fer ». Quant à la charge de l'emprunt, principal et intérêts, il essaie avec la même énergie d'en alléger le poids pour les secteurs actifs tunisiens, spécialement les négociants, ainsi que les consommateurs tunisiens, « la grande masse du public, c'est-à-dire celle qui a le moins de ressources ». »

Posant la question fiscale foncière dans le contexte global de l'agriculture tunisienne et de la situation économique misérable des petits agriculteurs, il écrit dans Le Tunisien en avril 1910 : 
« Or déjà, par une anomalie qui n'est d'ailleurs pas une exception dans notre régime fiscal, les plus riches sont ceux qui paient le moins... Certes, si l'on avait répandu l'enseignement agricole, si l'on avait dans les centres importants institué des fermes-écoles, si l'on avait à l'intention des indigènes créé des banques agricoles, si enfin l'on avait, en morcelant certaines grandes propriétés, mis le petit cultivateur à même de devenir propriétaire d'un lopin de terre, on aurait vu l'agriculture indigène se transformer du tout au tout, et ce, au grand avantage de la population rurale et des finances publiques. Mais aujourd'hui, on proclame à l'envi l'indolence atavique de l'Arabe sans tenir compte des contingences diverses qui le mettent au regard de l'Européen en état de déplorable infériorité. Parmi ces contingences, il faut ranger l'impôt achour [...] J'estime qu'on doit s'en tenir là et qu'il faut surtout renoncer à appliquer telle ou telle mesure qui, comme l'uniformisation de la méchia, ne pourrait que consumer la ruine de l'agriculture indigène. »

## Réformes éducatives et enjeux sociaux

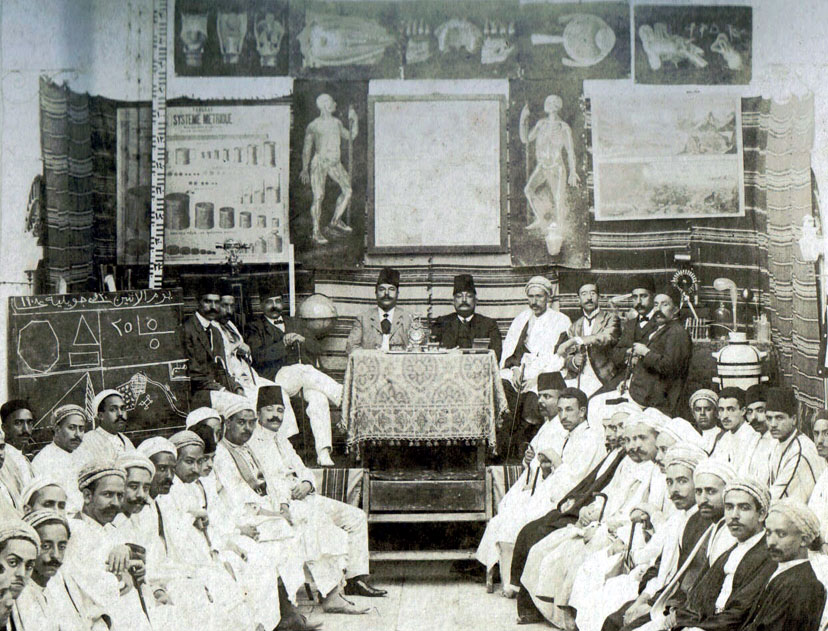
Béchir Sfar, Zaouche et Mohamed Lasram à la Khaldounia (1908).

Pour Abdeljelil Zaouche, l'instruction est le levier essentiel de la remise en route de la croissance économique et sociale. Avec les Jeunes Tunisiens, écrit Nazli Hafsia, « on n'est pas encore à la notion d'État-providence. On milite pour l'intervention d'un État service public ». Pour Zaouche, outre les activités économiques, l'instruction est seule à garantir l'ouverture de la fonction publique aux Tunisiens dont ils sont exclus. Il sensibilise donc les intéressés aux conditions de leur avenir et demande aux autorités la mise en place de concours d'entrée. La fonction publique, c'est aussi et surtout la magistrature, la formation et l'écrit devant garantir une justice compétente et indépendante.
À la fois général et spécialisé, l'enseignement qu'il propose doit répondre aux nécessités économiques tout en s'appuyant sur la culture de la Tunisie définie à la base par la langue nationale.

### Enseignement de l'arabe comme enjeu identitaire
Il résume l'essentiel de sa pensée en se référant aux hommes de la Révolution française : 
« « L'éducation est le premier besoin d'un peuple après le pain a dit Danton : nous allons plus loin et nous affirmons qu'en Tunisie, de nos jours, la conquête du pain est absolument subordonnée pour nos coreligionnaires à leur instruction et à leur éducation professionnelle » déclare-t-il en 1931 devant l'Académie des sciences coloniales : « La solution la plus pratique et qui a été maintes fois suggérée par les Tunisiens, c'est de rendre l'épreuve d'arabe non pas facultative, comme elle l'est actuellement, mais obligatoire aux examens de certificat d'études primaires pour tous les élèves musulmans ». »
Au stade primaire, « il serait peut-être plus profitable pour lui [le Tunisien] de lui donner cet enseignement en arabe, c'est-à-dire dans sa langue maternelle, les éléments nécessaires de lecture et de calcul lui resteront bien plus facilement une fois acquis ainsi » ajoute-t-il. L'enseignement de l'arabe devrait également se poursuivre durant le secondaire. Cet enseignement porterait sur plusieurs cycles à partir d'une école franco-arabe et de kouttabs réformés, tant dans leur programme que dans leurs enseignants et leur méthode, ce que plaidera brillamment lors d'un congrès tenu à Paris en 1908 Khairallah Ben Mustapha : « Pour instruire en français, enseigner la langue arabe » car le Tunisien « quand il est en contact avec l'Européen, il n'y a pas pour lui un autre moyen de lutter sur le terrain économique et de conserver sa place dans son propre pays ».

### Relèvement des crédits
La Conférence consultative tunisienne, avec son aspect budgétaire, offre aux Tunisiens un cadre pour l'action étatique. Sur la base d'un constat, Zaouche analyse la situation de l'enseignement qui se caractérise « après un quart de siècle de protectorat [par] l'ignorance avec ses conséquences funestes pour l'avenir [et qui] règne encore en maîtresse parmi les indigènes [...] Sur une population scolaire masculine totale de 11 000 enfants (exactement 10 800), il y a 3 300 musulmans contre 3 000 Italiens. Et alors que le nombre des élèves de toutes les nationalités a suivi depuis 25 ans une progression ascendante constante, celui des indigènes, qui a atteint en 1897 4 700, n'est aujourd'hui que 3 300 ». Il demande donc dans diverses tribunes le relèvement du crédit budgétaire affecté à ce secteur.

### Instruction pour tous
Il appelle également à l'intervention active des pouvoirs publics pour une généralisation de l'enseignement et l'accès des Tunisiens aux établissements modernes en Tunisie et aux universités françaises. Il publie plusieurs brochures dont L'enseignement des indigènes (1900) et L'école franco-arabe, qu'il diffusera largement et notamment auprès des députés français, où il insiste sur un savoir ouvert à toutes les couches sociales et aux deux sexes. Les matières scientifiques et les langues étrangères côtoieraient les cours techniques que compléteraient ou renforceraient des stages à l'étranger. Il interpelle également tous les délégués tunisiens et les députés de la Conférence consultative à se mobiliser à cet effet : 
« Il appartient aux délégués tunisiens des différentes assemblées de continuer à soutenir cette cause sacrée de l'instruction à répandre partout. Les enfants de nos paysans comme ceux des ouvriers doivent jouir au point de vue de l'instruction des mêmes droits que ceux des villes qui ont été jusqu'ici plus favorisés. »

### Formation professionnelle du prolétariat
Il défend par ailleurs dans plusieurs tribunes l'enseignement professionnel en complément de l'enseignement général : « Nous avons souvent sollicité pour nos coreligionnaires cet enseignement et particulièrement l'enseignement agricole [...] une ferme-école formant surtout des ouvriers intelligents pour l'agriculture ». L'effort des pouvoirs publics doit porter aussi sur la communauté nationale elle-même : « Qu'on oblige ces nombreux enfants qui, suivant l'exemple funeste de leurs pères, passent leurs journées dans une sainte contemplation, qu'on les oblige, dis-je, à passer dans ces écoles deux ou trois années ». Il devrait en être de même de la formation professionnelle du secteur artisanal. « Dans un pays où l'indigène continue à croupir dans l'ignorance », Zaouche appuie donc le droit à l'enseignement de la population tunisienne sur sa contribution aux charges fiscales et donc aux recettes de l'État. Il revendique au sein de la Conférence consultative :
- l'affectation d'une partie du dernier emprunt à la construction d'écoles franco-arabes dans les centres indigènes les plus importants ;
- la création d'écoles franco-arabes pour remplacer les kouttabs et dans lesquelles n'exerceront que des maîtres pourvus des titres français réglementaires et des moueddebs sortant de l'école normale Ettadibia ;
- l'organisation, sur une base rationnelle quant au programme et à la méthode, de l'enseignement arabe donné dans les écoles franco-arabes ;
- la réforme de l'école normale Ettadibia en modernisant ses cadres, son programme et sa méthode d'enseignement.

### Instruction des femmes
Dans un rapport de 1901, Zaouche ajoute à propos de la femme tunisienne :
« Veuve ou orpheline, sans soutien, elle ne doit compter que sur elle-même et doit être en mesure de diriger ses intérêts. Combien de femmes sont journellement ruinées par des mokaddems ou des hommes d'affaires véreux et qui, ne sachant la conduite à suivre, se ruinent et vont grossir le nombre des grandes résignées dont la liste est fort longue dans ce pays [...] Nous ne pouvons en effet espérer une évolution sérieuse de notre race tant que la femme continuera à vivre dans l'ignorance. Si son relèvement ne va pas parallèlement à celui de l'homme, jamais on ne verra sortir du marasme où elle est plongée la société tunisienne. C'est donc sur l'école que les musulmans éclairés fondent leur espoir pour que la femme tunisienne de demain puisse acquérir, en même temps qu'une instruction suffisante, une bonne éducation. »

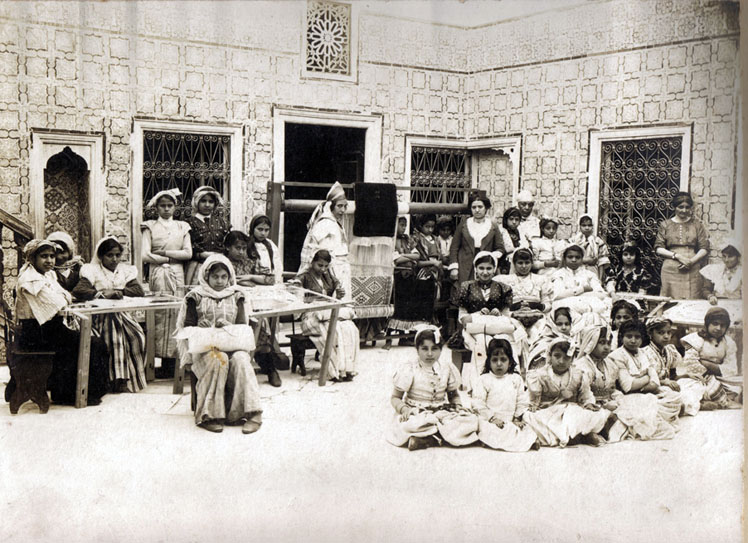
École de filles indigènes en 1914.

D'autres Jeunes Tunisiens, en particulier Khairallah Ben Mustapha et Sadok Zmerli, militent pour l'accès de la femme à l'éducation.

Le premier développe, au cours du congrès de 1908 tenu à Paris, le thème de l'instruction de la femme qui jouit depuis le XIXe siècle, en Turquie et en Égypte, de l'instruction et de la culture modernes : 
« Car si la femme musulmane n'a pas bénéficié dans une plus large mesure de l'instruction, ce n'est pas à l'islam qu'il faudrait l'attribuer, comme certains écrivains européens sont souvent portés à le faire, mais à la passion aveugle ou au zèle fanatique de quelques commentateurs de la période décadente. »

### Réforme de Sadiki et de la Zitouna
Abdeljelil Zaouche attire l'attention de l'administration sur la médiocrité de l'enseignement des kouttabs qui n'est pas conforme au décret de 1907 réglementant la situation du personnel enseignant. Il appelle alors à la création d'écoles franco-arabes avec des instituteurs habilités. Il insiste énergiquement pour qu'aux éléments de base se greffent un enseignement technique professionnel ouvert aux matières scientifiques. Dans ce contexte, il fait partie de la commission de modernisation de l'enseignement de l'université Zitouna à la suite des grèves de 1910 ainsi que de la commission mixte de réforme du Collège Sadiki dont il est le rapporteur. Il écrit alors que « le programme de cette école n'est pas assez conforme aux études modernes ou pour mieux dire il n'y a pas du tout de programme. Les élèves n'aspirent à aucun titre, ils n'ont qu'un seul but, le fonctionnarisme : on prendra parmi eux quelques interprètes ». Il dénonce également les discriminations d'accès au lycée Carnot de Tunis à l'encontre des indigènes musulmans, ce d'autant qu'il s'agit du seul établissement permettant l'accès à l'université moderne.

## Réformes agricoles
À la suite des pertes subis en France durant la Première Guerre mondiale et surtout à la baisse de la production agricole, les colons français vont accentuer l'expropriation des terres indigènes (quatre millions d'hectares de terrain soit presque 20 % de toutes les terres cultivables). Tout en agissant pour la conservation et la sauvegarde de la propriété de la terre (en qualité de membre de la commission de la législation foncière), Zaouche porte un regard critique sur les modes de son exploitation. Il tend à en relever les faiblesses, les insuffisances, et propose les correctifs touchant les problèmes structurels de l'agriculture.

### Modernisation des outillages
Il recherche ainsi une meilleure plus-value à la terre et une amélioration du pouvoir d'achat et du niveau de vie du petit agriculteur. Il ne se contente pas de théorie mais élabore des solutions concrètes aux déficiences de l'exploitation agricole. S'inspirant des méthodes appliquées par l'économie française moderne, il prône l'adoption de mesures progressistes tant dans le mode de mise en valeur du patrimoine foncier que dans l'éducation de l'agriculteur lui-même, acteur de cette modernisation. Il met en lumière le rôle positif de la ferme agricole de Lansarine, « sorte de ferme-école fondée par l'initiative privée des indigènes », celui de l'aide de l'administration des habous, celui des Sociétés indigènes de prévoyance, par leurs prêts de secours et de mutualité agricoles, et celui des caisses de crédit agricole. En effet, il croit profondément en l'action mutuelle tant au niveau du crédit que de celui de l'assurance et ce pour tous les secteurs de l'économie.

### Éducation agricole des démunis
Il va plus loin et affirme que toutes ces mesures ont des effets limités car l'instruction des indigènes a été complètement négligée. Or, pour lui, cette instruction doit être bilingue car l'apprentissage de la langue française permet l'accès au savoir moderne européen et à l'économie européenne. À l'enseignement de base, il préconise le complément « d'encouragements et de primes en argent aux agriculteurs » et il cite à l'appui de ses propositions, la politique menée en Égypte par Méhémet Ali pour l'encouragement des fellahs du Nil et dont les résultats sont très positifs pour lui. Inlassablement, il défend la classe moyenne et la classe démunie avec la préoccupation de leur promotion par l'éducation de leurs membres. Il utilise pour ce faire toutes les tribunes — presse, interventions et rapports — et l'action directe d'autant que, caïd de Sousse dès 1917, il vit concrètement la situation des pêcheurs et des agriculteurs. Surtout, il convient pour lui de bâtir l'avenir : « II s'agit de former une génération d'agriculteurs. Il faut faire l'éducation agricole des jeunes. Quel moyen avons nous pour cela ? L'école » déclare-t-il en 1912.

### Chambre tunisienne d'agriculture
Dans sa défense de la terre et de l'exploitation agricole tunisiennes, Zaouche s'intéresse à tous les aspects qui encouragent cette évolution. En 1913, il réaffirme son souhait de voir créer une chambre d'agriculture tunisienne qui permettrait aux agriculteurs et aux commerçants indigènes de discuter avec le gouvernement des questions qui les intéressent. Il insiste et revient fréquemment, par la voix du journal Le Tunisien et à la tribune de la Conférence consultative, sur l'importance de la modernisation de l'agriculture dans ses méthodes et ses programmes et donc sur la primauté de l'enseignement agricole pour l'agriculteur ainsi que sur la nécessité d'améliorer l'administration des Sociétés indigènes de prévoyance, créées par décret du 20 mai 1907, dont les formalités et la procédure gênent l'octroi des crédits et ralentissent les actions agricoles.

## Réforme de l'artisanat
Avec l'instauration du protectorat français de Tunisie, l'entrée libre des produits manufacturés français — nouveaux ou imitant des produits artisanaux tunisiens à prix inférieurs — est renforcée et encouragée par l'absence de toute protection douanière. Des unités étrangères industrielles concurrentes s'implantent en Tunisie et l'industrie artisanale n'est pas parvenue à s'adapter et à s'intégrer à l'économie moderne naissante. La décadence de ce secteur économique, le recul de sa production et la chute des revenus de toute la population active industrieuse, sont vivement vécus et ressentis par Zaouche. Il intervient donc dans ce domaine pour participer au redressement du secteur industriel artisanal qui se paupérise et se désagrège en même temps que le métier est atteint et par conséquent la qualité du produit. Zaouche ne se contente pas de constats et de bilans négatifs. Son action se porte sur le plan public en même temps que sur le plan de l'initiative privée. Il prône un programme pour une société basée sur une économie ouverte aux moyens de production modernes d'équipement et de crédit, et l'acquisition des langues étrangères. C'est à ces institutions [de crédit] écrit-il dans Le Tunisien du 27 mai 1909 que l'Allemagne et l'Italie doivent en grande partie leur prospérité.

### Qualification et législation ouvrières
Zaouche interpelle aussi l'État pour appeler à son interventionnisme dans le domaine économique. À l'État gendarme traditionnel, il demande des mesures à moyen et long terme, notamment des tarifs douaniers protecteurs et incitateurs pour les exportations des produits artisanaux vers l'Algérie. Il appelle avec insistance l'administration à créer, sur de nombreux points du territoire, des écoles professionnelles où, par des méthodes essentiellement pratiques, on formerait des maçons, des forgerons et des menuisiers aptes à lutter à armes égales avec la concurrence étrangère. Il demande également qu'un quota de main-d'œuvre tunisienne soit obligatoirement imposé aux adjudications des marchés publics en même temps que les salaires de cette main-d'œuvre cessent d'être des « rémunérations de misère et d'exploitation ».
Cette volonté d'agir pour régénérer l'industrie et sauvegarder — en l'enrichissant techniquement — le savoir-faire professionnel dans le bâtiment, le tissage, les matériaux de construction, la céramique, la chéchia, le cuir, la ferronnerie et d'autres métiers, par un appel pressant à l'intervention étatique restée jusque-là inexistante, est entendue à toutes les tribunes qui s'offrent à lui (assises internationales, commissions internes, presse, etc.).
Parallèlement à l'étude du français, qui permettrait à la nouvelle génération de s'initier aux progrès réalisés dans l'ordre économique par le monde occidental, et à l'enseignement commercial et technique, Zaouche plaide pour la promulgation d'une « législation ouvrière complète » qui permettrait aux ouvriers indigènes d'être placés à égalité de conditions, salariales et fiscales, avec les ouvriers étrangers tandis que la représentation aux chambres professionnelles et l'ouverture au crédit devraient être assurées aux industriels et commerçants tunisiens. Outre sa participation à l'introduction de l'enseignement scientifique, il est l'initiateur et l'acteur du relèvement du secteur industriel et commercial par une action auto-régulatrice. Cette régénération, il la conçoit par l'association et la mutualité dans un esprit coopératif. Il s'agit donc tout à la fois d'une modernisation des structures professionnelles archaïques des corporations, par la création de coopératives de services, qui ouvriront l'accès au crédit, à l'approvisionnement en matières premières et à une commercialisation concurrentielle des produits.

### Sociétés coopératives et mutuelles
Abdeljelil Zaouche organise donc la création des sociétés coopératives tunisiennes. L'autre remède qu'il préconise directement aux intéressés est de s'organiser eux-mêmes dans un esprit mutualiste pour contrer les intermédiaires et pallier les faiblesses d'accès au crédit. Il intervient aussi bien dans le commerce que dans l'industrie. Parlant des détaillants, il indique en 1908 :
« Parmi ces petits commerçants djerbiens, il en est qui, conscients de leur infériorité, ont résolu de se grouper pour lutter en commun. Sur mes conseils, quelques-uns ont, il y a deux ans, fondé une coopérative ayant pour objet l'achat direct aux meilleures conditions des marchandises dont ils font commerce. »

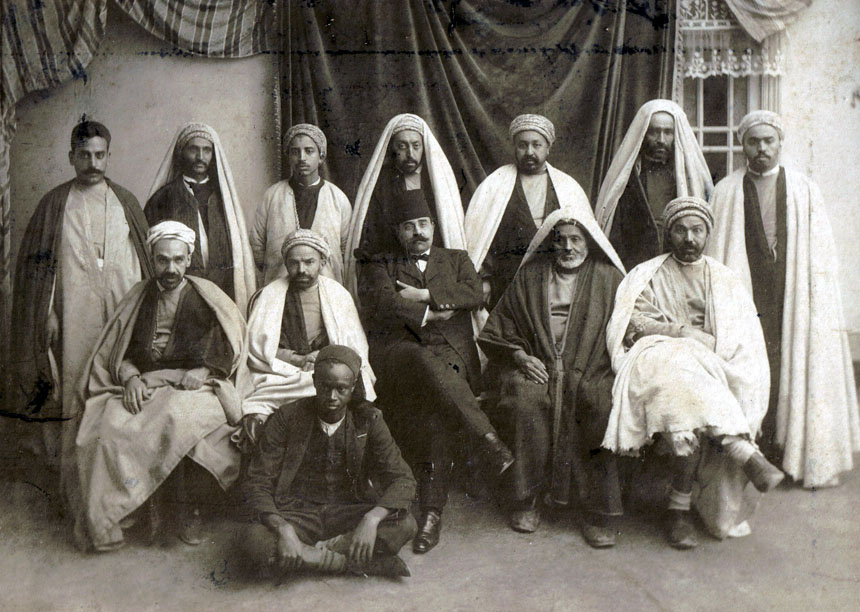
Comité de l'Union commerciale en 1907.

Son action est étendue auprès des différentes branches de l'artisanat tunisien car « devant les difficultés de tout genre avec lesquelles le commerce et les industries indigènes avaient à lutter, quelques-uns de nos compatriotes ont, songé à s'associer pour constituer le capital qui leur faisait défaut ». Ainsi se crée la société coopérative Es-Saadia, groupant plus de 800 fabricants de balghas à Tunis et plus de 100 à Kairouan, qui assure l'achat des matières premières, avec des buts accessoires tels que l'instruction ou le bien-être de ses membres, et parallèlement, et répond au problème du crédit que l'étroitesse de la production individuelle et donc l'absence de garantie en excluaient l'accès. Zaouche organise aussi la création de sociétés de crédit mutuel.
Le succès de la société coopérative Es-Saadia encourage les épiciers et les droguistes à s'unir en une Union commerciale qu'il dirige lui-même. Il exerce ainsi une action déterminante dans la création d'un esprit nouveau et l'adoption des formes modernes d'action économique : sociétés anonymes et coopératives, mutuelles et associations diverses qui apprennent les notions de responsabilités du patrimoine social et le risque de l'initiative privée. De nombreuses sociétés se créeront dans toute la Tunisie telles que Le Progrès (tissus de laine) en 1910, L'Ikbal (alimentation) en 1911, Les Sociétés tunisiennes en 1912, L'Itidal (verrerie) en 1913, l'Aide mutuelle (grains et épices) en 1914 et La Renaissance économique (équipement agricole) en 1920.

## Affaire du Djellaz

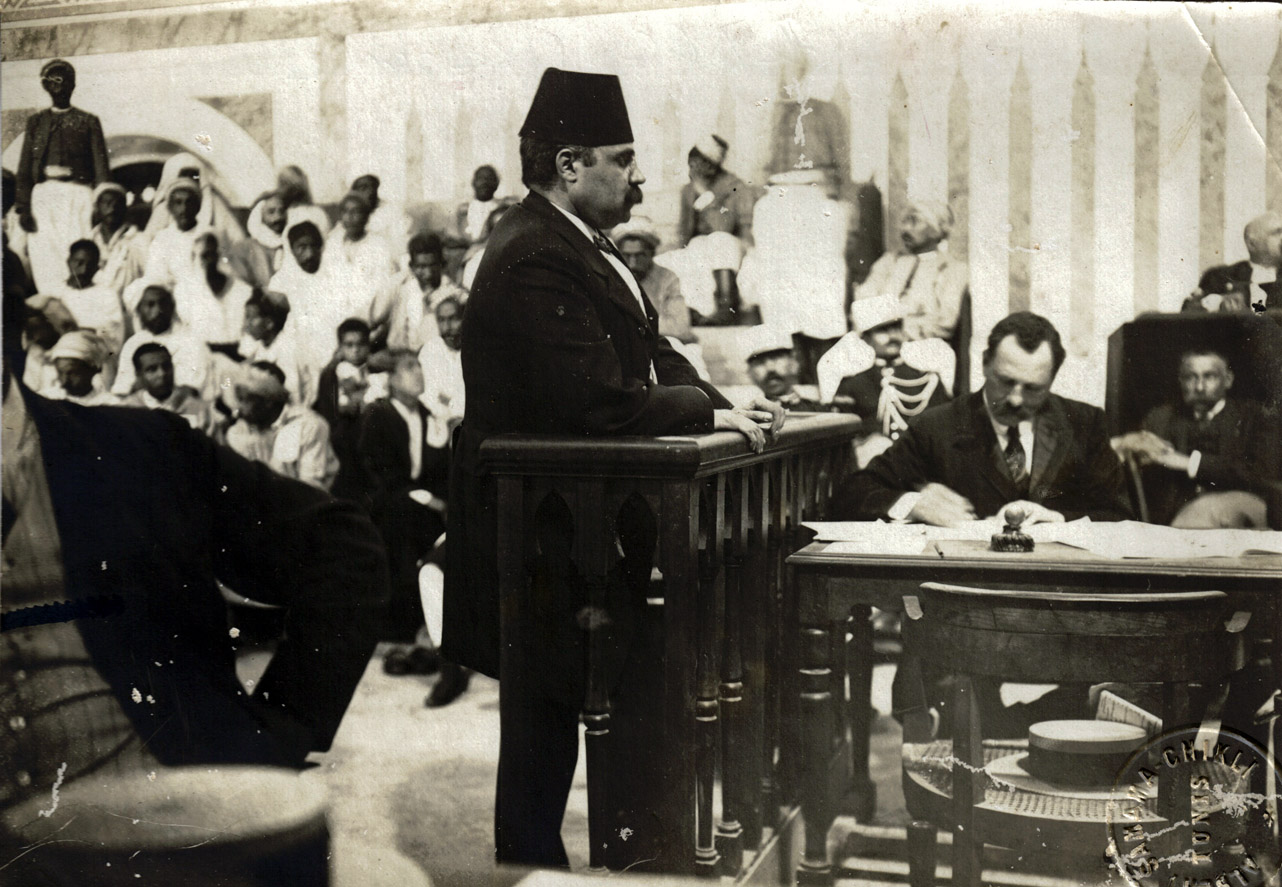
Abdeljelil Zaouche au procès du Djellaz.

Le Djellaz, cimetière tunisois où repose Sidi Belhassen, a fait l'objet d'un projet d'immatriculation par la municipalité. Cela entraîne implicitement la possibilité juridique de son aliénation et son affectation à des projets profanes. Dans son Action nationaliste en Tunisie, Roger Casemajor écrit que « le conseiller municipal Abdeljelil Zaouche saisit le conseil, au cours de la réunion du 2 novembre, du péril qui pourrait résulter pour l'ordre public si la demande formulée par la ville était satisfaite. Devant cette opposition de tous les conseillers tunisiens qui avaient fait bloc avec Abdeljelil Zaouche, la municipalité décida que le projet d'immatriculation serait abandonné. Supercherie, lourdeur administrative, volonté réelle et manœuvre de la part de la partie française ? Le fait est que les services de relevé topographique se trouvèrent tout de même sur les lieux ». Il s'ensuit des heurts violents entre la population indigène et les militaires. Tâchant d'éviter l'affrontement, Zaouche se rend sur place et tente d'apaiser la foule qui le reconnaît et l'ovationne. « On lui demande des armes pour se libérer des Français et des Italiens ». La réaction brutale de l'autorité française provoque un bain de sang.
Victor de Carnières, chef des colons et propriétaire du Colon français, accuse Zaouche, dans son journal du 26 novembre 1911, d'être le principal responsable de l'émeute. Ce dernier lui répond dans Le Tunisien dès le 30 novembre et attaque son adversaire en diffamation. Commence alors un procès retentissant à Tunis : l'affaire Zaouche-De Carnières. À la surprise générale, Zaouche est débouté au « motif pris de ce que, pour De Carnières, la personnalité de Zaouche n'aurait qu'un intérêt secondaire et que ce que De Carnières voyait, avant tout, c'était l'intérêt français ; [attendu] que, dans ces conditions, il n'était pas démontré que l'intention de nuire, indispensable pour l'existence de délit de diffamation reproché à De Carnières, se rencontrait dans les articles visés et que ce soit dans le but de satisfaire à un sentiment coupable de haine que lesdits articles ont été écrits ».
Mais il ne s'avoue pas vaincu et fait appel devant la cour d'Alger. Celle-ci, dans sa séance du 26 juin 1913, condamne Victor de Carnières à 1 000 francs d'amende au profit de Zaouche en réparation des dommages qu'il lui a occasionnés par ses accusations.

## Homme d'État

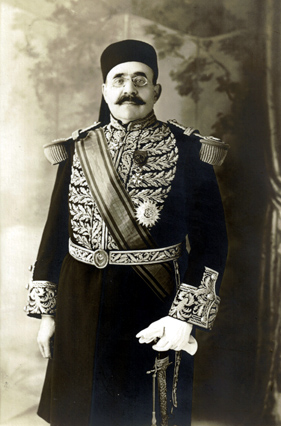
Zaouche en costume de ministre.

À partir d'avril 1917, Zaouche devient, pour 17 ans, caïd de Sousse. Il n'abandonne pas pour autant ses efforts en faveur du mouvement national. Il publie de nombreux rapports sur l'éducation et l'agriculture. Il crée des aides spéciales pour les agriculteurs du Sahel, encourage la plantation d'oliviers et renouvelle l'institution de la Kolla de Sousse.
Le 18 mai 1934, Zaouche devient Cheikh El Médina de Tunis et, le 7 octobre 1935, ministre de la Plume. D'avril 1936 à 1942, date de l'incident avec le résident général Jean-Pierre Esteva, Zaouche est ministre de la Justice. Il démissionne ainsi que tous les ministres du gouvernement d'Hédi Lakhoua à la demande de Moncef Bey.
Architecte des coopératives tunisiennes, réformateur, juriste, journaliste, industriel, ministre, Zaouche est aussi l'un des Jeunes Tunisiens les plus radicaux en matière de critique de la tradition religieuse, ainsi que le plus enthousiaste francophile. Il ne fréquente que de grands établissements français, ce qui l'isole souvent de la frange sadikienne des Jeunes Tunisiens. À son sujet, Victor de Carnières s'exclame : « Jeune Tunisien, fleur de serre ! Il a deux siècles d'avance sur ses coreligionnaires ! ».

## Publications
- L'enseignement des indigènes, Tunis, Société anonyme de l'imprimerie rapide, 1900.
- Les Israélites et la justice tunisienne, Tunis, Société anonyme de l'imprimerie rapide, 1906 (en collaboration avec Hassen Guellaty et Ali Bach Hamba).
- « Les aspirations des musulmans de Tunis », La Revue indigène,‎ 1907.
- La condition des métayers indigènes en Tunisie : moyens d'améliorer cette condition, Paris, Congrès de l'Afrique du Nord, 1908.
- Les métiers des villes et les salaires en Tunisie, Paris, Congrès de l'Afrique du Nord, 1908.
- L'enseignement arabe en Tunisie, t. XX, Paris, Société d'éditions maritimes et coloniales, 1932.
- La question des terres et l'agriculture indigène, Tunis, Société anonyme de l'imprimerie rapide, 1919.
- Fiscalité et impôts de la medjba : représentativité des indigènes, Tunis, Conférence consultative tunisienne, 1909.